# Monochamus subruspator
Monochamus subruspator är en skalbaggsart som beskrevs av Stefan von Breuning 1954. Monochamus subruspator ingår i släktet Monochamus och familjen långhorningar. Inga underarter finns listade i Catalogue of Life.